# Hrvatska demokratska zajednica Bosne i Hercegovine
Die Hrvatska demokratska zajednica Bosne i Hercegovine (Kroatische demokratische Gemeinschaft Bosnien und Herzegowinas), kurz HDZ BiH, ist eine politische Partei der kroatischen Volksgruppe in Bosnien und Herzegowina. Die HDZ BiH hat Beobachterstatus in der Europäischen Volkspartei (EVP).
Sie hat bisher an allen freien Wahlen in Bosnien und Herzegowina teilgenommen. Die Partei erhielt bei den Wahlen in der Regel die mehrheitliche Unterstützung der kroatischen Volksgruppe in Bosnien und Herzegowina. Sie war bis zum Jahr 2000 und ab 2002 bis zum Jahr 2006 an der Regierung beteiligt.
Vorsitzender der Partei ist seit Juni 2005 Dragan Čović, der Ante Jelavić und Miroslav Prce nachgefolgt war. Letztere waren am 23. Januar 2004 aufgrund des Verdachts, bei der Hercegovačka banka angelegte Gelder unterschlagen zu haben, verhaftet worden.
Als oberstes Ziel gilt die Vertretung der Interessen der kroatischen und katholischen Bürger von Bosnien und Herzegowina. Betreffend der Frage, ob die Dayton-Verfassung geändert werden soll, meint die HDZ BiH, dass eine Änderung notwendig und verschiedene Optionen zu überprüfen seien. Im Hintergrund der offiziellen Parteiführung standen oder stehen politische Identifikationsfiguren und Vertreter aus dem Umkreis des ehemaligen Kroatischen Verteidigungsrats HVO, die in dem zeitweise prostaatlichen Kurs der Parteiführung einen Ausverkauf kroatischer Interessen sehen.

## Geschichte
Die Partei wurde am 18. August 1990 in Sarajevo gegründet. Sie ist ein Ableger der Hrvatska demokratska zajednica in Kroatien und stand lange unter starkem Einfluss der Mutterpartei. Programmatisch setzte sie sich für das Recht des kroatischen Volkes auf Selbstbestimmung bis hin zur Sezession ein. Mit finanzieller Hilfe der kroatischen Diaspora und des Staates Kroatien gelang es ihren Vertretern zeitweise, einen Parallelstaat Herceg-Bosna zu etablieren. Nach dem Krieg 1992 bis 1995 durchlief die HDZBiH zahlreiche innere Konflikte, die regelmäßig zum Weggang bzw. zum Ausschluss von Reformkräften führten.
Unter ihrem Vorsitzenden Bariša Čolak wies die HDZ BiH zwischen 2002 und 2004 Ansätze einer programmatischen neuen Orientierung auf. Sie stellte sich selbst als Volkspartei europäischer Prägung dar, die für die Wahrung der Werte der kroatischen sowie der christlichen Kulturgemeinschaft eintritt. Sie wolle alle Schichten der kroatischen Bevölkerungsgruppe in Bosnien und Herzegowina ansprechen, ohne Bürger anderer ethnischer Herkunft bzw. Religionszugehörigkeit auszugrenzen. Diese Entwicklung gipfelte im Dezember 2004 in der Anerkennung als EVP-Beobachter. Seither hat sich die Partei jedoch von der programmatischen Neuausrichtung entfernt. So wurde im Juni 2005 Dragan Čović zum neuen Vorsitzenden gewählt, obwohl gegen ihn ein Gerichtsverfahren aufgrund schwerwiegender krimineller Anschuldigungen läuft. Im Januar 2006 entschied die EVP, jegliche Kontakte mit dem Vorstand der HDZBiH einzustellen. Die Partei behielt allerdings ihren Beobachterstatus. Aufgrund innerparteilicher Differenzen spaltete sich im April 2006 die HDZ 1990 von der HDZBiH ab.

## Wahlergebnisse
Bei den Wahlen im Oktober 2002 war die Partei Teil des Wahlbündnisses »Koalicija« (dt.: Koalition), welches 9,5 % der Stimmen auf sich vereinigen konnte und damit 5 der 42 Sitze des Abgeordnetenhauses von Bosnien und Herzegowina und 16 von 140 Sitzen im Abgeordnetenhaus der Föderation Bosnien und Herzegowina erringen konnte.
Bei den Wahlen im Oktober 2006 musste die HDZ Verluste hinnehmen, nach der Abspaltung der HDZ 1990 (Hrvatska demokratska zajednica 1990). Im Repräsentantenhaus des Gesamtstaates verlor die Partei 2 der 5 Sitze und stellt damit neu nur noch 3 von 42 Abgeordneten. Die Abspaltung HDZ 1990 gewann dafür 2 Sitze hinzu. Auch im Repräsentantenhaus der Föderation verlor die HDZ Sitze: Neu stellt sie 8 (-8) der 98 Abgeordneten. Schließlich wurde auch der HDZ-Kandidat für das dreiköpfige Staatspräsidium Ivo Miro Jović mit nur 26,1 % der kroatischen Stimmen deutlich nicht gewählt.